# Rete 4
Rete 4 è un canale televisivo italiano privato a diffusione nazionale fondato il 4 gennaio 1982 dalla Arnoldo Mondadori Editore, acquisito nel 1984 dalla Fininvest e poi gestito da Mediaset.
La rete è di tipo generalista orientata principalmente a un pubblico di adulti, offrendo soprattutto cinema, telefilm, soap opera, informazione, intrattenimento e sport, nonché programmi di attualità e politica.

## Storia

### Gestione Mondadori (1982-1984)
Le trasmissioni iniziano il 4 gennaio 1982, un giorno dopo la nascita di Italia 1. Il network nasce dalle ceneri del circuito GPE - Telemond della Mondadori e attivo sin dal 1979. La proprietà fa capo a una società a responsabilità limitata compartecipata dalla Mondadori (62%), dal Gruppo Editoriale L'Espresso di Carlo Caracciolo (20%) e dall'editore Perrone (18%). La presidenza della rete viene affidata a Massimo Ruosi (sostituito nel 1983 da Mario Formenton), mentre la direzione del palinsesto è affidata ad Angelo Romanò. Le agenzie per la raccolta pubblicitaria su cui poggia sono GPE e Manzoni. Alla sua partenza Rete 4 si articola in 22 emittenti locali, alcune delle quali di proprietà Mondadori (attraverso la controllata Telemond) e Perrone, altre semplicemente affiliate. In questo periodo in Italia non era consentito a una sola rete televisiva privata trasmettere su tutto il territorio nazionale e pertanto, come avveniva con altri network dell'epoca, varie stazioni locali affiliate trasmettevano gli stessi programmi allo stesso orario, aggirando di fatto la legge che impediva l'esistenza di reti nazionali private. Emittenti capofila del circuito erano la capitolina RTI La Uomo TV (nata nel 1981 dalla fusione delle due emittenti RTI Rete Televisiva Italiana e La Uomo Tv) e la milanese (già bergamasca) Video Delta.
Tra le emittenti regionali che si interconnettevano con il network di Retequattro vi erano Telestudio (Piemonte e Valle d'Aosta), Video Delta e Canale 51 (Lombardia), TVR Televerona (Veneto), TeleBarbara (Friuli-Venezia Giulia), TN4 Telenord, Tivuesse Telesecolo (Liguria), Video Emilia-Romagna e TeleReggio (Emilia-Romagna), Tele Libera Firenze (Toscana), Tele Radio Centro Italia (Umbria), TVP Telecolor (Marche), Tele Commerciale Abruzzese (Abruzzo), RTI La Uomo TV (Lazio), Teleuropa (Campania), Teledue, Antenna Sud e Tele Salento (Puglia, Basilicata), Telespazio Calabria (Calabria), TRM Tele Radio del Mediterraneo, Antenna Sicilia e Video Siracusa (Sicilia), La Voce Sarda (Sardegna).
La programmazione inizialmente era di otto ore al giorno, iniziando alle 14:00 con le telenovelas, alle quali seguivano film, telefilm e cartoni animati; seguiva alle 21:15 Novanta secondi, un programma d'informazione con Piero Ottone, Giorgio Bocca e altri famosi intellettuali. Infine le trasmissioni venivano chiuse con un film.
Per lanciare il nuovo canale televisivo, venne ingaggiato come direttore artistico Enzo Tortora, che condusse anche la trasmissione Cipria e fece acquistare i diritti di famosi serial statunitensi come Dynasty e Venti di guerra oltre a inaugurare la lunga stagione delle telenovelas sudamericane che ne segnarono l'identità per oltre un decennio, dapprima grazie all'accordo con il network brasiliano Rede Globo, in seguito grazie a precise scelte editoriali oltre a produrne alcuni in proprio. Grazie poi ad accordi con il network ABC vennero acquisiti i diritti di trasmissione di popolari serie di telefilm americane, come il già citato Dynasty, così come dei cartoni animati della Walt Disney (Mondadori deteneva i diritti di pubblicazione del periodico Topolino) e alcuni tra gli anime giapponesi e cartoni animati americani più famosi degli anni ottanta.
Vennero ingaggiati per la rete famosi personaggi come Enzo Biagi, Sandro Mazzola, Maurizio Costanzo, Paolo Panelli, Loretta Goggi, Luciano Salce e Pippo Baudo. Altri programmi che vennero lanciati in questo primo periodo furono il Maurizio Costanzo Show e M'ama non m'ama. La rete si caratterizzava anche per una programmazione a carattere culturale e di approfondimento, e nel 1982 nacque anche una sorta di primo telegiornale denominato Ultimissima, diretto da Roberto Quintini.
Nel 1983 avvenne il clamoroso sequestro da parte della magistratura della videocassetta registrata dai brigatisti rossi con il processo e la condanna a morte di Roberto Peci, fratello del brigatista pentito Patrizio, alla vigilia della sua messa in onda nel programma di interviste Gli speciali di Retequattro curato da Carlo Gregoretti ed Enzo Biagi.
Nell'aprile 1983 Loretta Goggi condusse il primo varietà di Rete 4, Gran varietà, affiancata da Paolo Panelli, Luciano Salce, che era anche regista della trasmissione e Vittorio Gassman come presenza fissa. A seguito dell'omonimia con le reti pubbliche della Rai, il 3 ottobre 1983, Rete 1, Rete 2 e Rete 3 cambiarono denominazione in RaiUno, RaiDue e RaiTre, in modo che non si potesse pensare che il nuovo network fosse il quarto canale televisivo dell'azienda pubblica.
In questa fase si contrappone spesso a Canale 5 ad esempio trasmettendo il serial Dynasty di mercoledì, stessa sera in cui Canale 5 proponeva l'equivalente Dallas, oppure trasmettendo al giovedì Un milione al secondo, gioco a premi condotto da Pippo Baudo, in diretta concorrenza con il Superflash di Mike Bongiorno e inoltre, nel 1984, col programma del sabato sera Stupidissima trasmesso in contemporanea con Risatissima; il programma di Retequattro era un collage di vari spezzoni cinematografici tratti dalle pellicole di Lino Banfi, Renato Pozzetto, Paolo Villaggio, Teo Teocoli, Massimo Boldi e molti altri, di cui il canale deteneva i diritti di trasmissione. Canale 5 accusò Mondadori di concorrenza sleale poiché nello show prodotto dal Biscione comparivano gran parte dei comici presenti anche nel programma di Retequattro. La diatriba si risolse con il divieto per Rete 4 di trasmettere filmati aventi come protagonista Lino Banfi, conduttore dello show concorrente.
La prima visione TV assoluta per l'Italia del film Guerre stellari di George Lucas, è stata trasmessa dalla Rete 4 mondadoriana nel dicembre 1983 all'interno del ciclo di film Martedì Superstar (ciclo proposto in risposta al Lunedi Film di RaiUno). Tra gli altri film trasmessi da tale ciclo durante tutto il 1983, sempre in prima visione assoluta, ci furono: Superman, Love Story, L'inferno di cristallo, King Kong, Terremoto, Lo squalo e molti altri famosi blockbuster cinematografici statunitensi degli anni settanta.
Nonostante le buone premesse e l'ingaggio di personaggi popolari, in pochi mesi la rete è oberata di debiti. Nel gennaio 1984 escono dall'azionariato della rete l'editore Perrone e la Sopaf di Jody Vender (quest'ultima era diventata azionista dal 1983); Mondadori e Caracciolo rimangono come unici azionisti. Contestualmente, Leonardo Mondadori subentra a Mario Formenton come direttore generale del canale, mentre la direzione del palinsesto viene affidata a Carlo Freccero, già direttore di Canale 5 e Italia 1. Alla crisi contribuì il flop del 1983 di Venti di guerra, miniserie statunitense acquistata a caro prezzo dal network ABC che venne sconfitta dalla fiction Uccelli di rovo in onda nello stesso orario su Canale 5. La concorrenza delle reti commerciali della Fininvest, che iniziava a delinearsi come leader del mercato pubblicitario dopo aver acquisito dall'editore Rusconi il network di Italia 1, aveva costretto il canale ad accontentarsi di una fetta pubblicitaria più limitata, in virtù dei ridotti mezzi di trasmissione e della politica pubblicitaria, ai limiti del dumping, delle reti Fininvest.
Il 18 giugno 1984, il direttore Freccero tenne una conferenza stampa per la presentazione della nuova stagione 1984/1985 di Retequattro: nelle intenzioni del direttore, la rete avrebbe dovuto dare spazio consistente all'informazione, con nuove trasmissioni condotte da Enzo Biagi, Enzo Tortora e Maurizio Costanzo, oltre che nuovi programmi (tra cui un game show, ispirato al format di Family Feud, che avrebbe dovuto chiamarsi Scontro in famiglia).

### Gestione Fininvest (1984-1996)
Dopo alterne vicende, il 27 agosto 1984 la Fininvest acquisisce il 50% di Retequattro, all'epoca valutata in 30 miliardi di lire, insieme al magazzino dei programmi per 105 miliardi di lire in quattro anni senza interessi, facendone il suo terzo canale televisivo.
In base a un accordo siglato nel giugno 1984, Retequattro avrebbe dovuto essere sponsor ufficiale della squadra di calcio del Milan, ma in realtà i giocatori non scesero mai in campo con il logo del canale sulle maglie (già realizzate) perché poco dopo l'accordo con la società calcistica la rete venne acquistata al 50% dalla Fininvest che, volendo rivolgere la programmazione del network a un pubblico femminile, ritenne inadatto che una squadra di calcio fosse sponsorizzata da un canale "rosa"; di comune accordo con il comproprietario Mondadori, quindi, le maglie riportarono il logo degli Oscar Mondadori in luogo di quello di Retequattro.
Periodo 1984-1989
Sotto la gestione Fininvest i migliori programmi della rete vennero ricollocati sugli altri due canali del gruppo e i film del magazzino Mondadori andarono a rinfoltire i palinsesti di Canale 5 e Italia 1. L'indirizzo culturale che era stato dato alla rete venne accantonato completamente assumendo un'identità simile alle altre due reti proponendo telenovelas, telefilm e cartoni animati, quest'ultimo con il contenitore Ciao Ciao, analogo di Bim Bum Bam, oltre ad alcuni show autoprodotti come Quo vadiz?. La mascotte di Retequattro era Four, orsacchiotto antropomorfo ideato dal Gruppo 80 che a partire dal 1985 appariva all'interno della trasmissione-contenitore Ciao Ciao, fra un cartone animato e l'altro. Al contrario di Uan, il cane rosa di Bim bum bam, Four era caratterizzato non come un bambino pestifero ma come un teenager appassionato di musica e seguace delle mode "tipiche" degli anni ottanta. Sua 'spalla' in carne e ossa era Giorgia Passeri.
Poco dopo l'acquisizione della rete da parte della Fininvest, l'associazione delle emittenti locali ANTI presentò al Ministero delle Poste e delle Telecomunicazioni la richiesta di immediata disattivazione degli impianti delle tre reti della Fininvest, dal momento che l'azienda violava la legge sul monopolio televisivo da parte dello Stato. Il 16 ottobre 1984, i pretori di Torino, Roma e Pescara fecero oscurare le frequenze delle tre reti in Piemonte, Lazio e Abruzzo, ma grazie ai cosiddetti Decreti Berlusconi vennero riprese le trasmissioni.
Il più grande successo della rete in questa fase è W le donne, che raggiunse punte di oltre 7 milioni di spettatori, battendo gli ascolti di Canale 5; altro successo è stato il quiz Ok, il prezzo è giusto!, trasmesso nella sola stagione 1987/1988.
Durante i primi anni di gestione Fininvest, e soprattutto a cavallo tra il 1986 e il 1987, il gruppo di Silvio Berlusconi formulò alcune ipotesi di cessione della rete a Calisto Tanzi, già proprietario della syndication Euro TV, qualora una probabile regolamentazione del sistema radio-televisivo o un'ipotesi, allora molto quotata, di legge antitrust avesse impedito a un editore di possedere più reti di carattere nazionale; questo avrebbe spinto Berlusconi a cedere il canale meno remunerativo dal punto di vista pubblicitario, ovvero Retequattro. L'ipotesi però sfumò, a causa della non chiara situazione debitoria della Fincom, l'azienda di Tanzi controllante Euro TV.
Nel 1987 la Fininvest decise di dedicare la programmazione di Retequattro all'informazione e all'approfondimento giornalistico, similmente alla programmazione che la rete aveva durante la gestione Mondadori: di conseguenza, a partire dal 5 febbraio 1988 cominciarono a essere trasmessi sulla rete tutti i programmi d'informazione già trasmessi su Canale 5. Nei mesi successivi, fu affidato a Maurizio Costanzo l'incarico di ripensare il palinsesto di Rete 4 sulla base della nuova linea editoriale, e l'11 maggio fu nominato coordinatore del palinsesto nell'ottica di consolidamento di questa linea editoriale che avrebbe dovuto portare la rete in concorrenza con RaiTre. A fine giugno, però, Costanzo si dimise dal suo incarico.
Proprio in questo periodo nacque, il 3 ottobre 1988, il primo notiziario quotidiano della rete, Dentro la notizia, realizzato in attesa di poter disporre della diretta e di poter quindi realizzare un telegiornale vero e proprio. La trasmissione, però, non venne premiata in termini di critica e di ascolto, e la trasmissione si concluse nel giugno 1989.
Periodo 1989-1996
Nel luglio 1989 venne deciso di dedicare in maniera più marcata la programmazione di Retequattro a un pubblico femminile, all'interno di una segmentazione più razionale del pubblico delle tre reti Fininvest tarate su differenti target pubblicitari e commerciali.
Si scelse di programmare telenovelas e soap opera, unite tra loro da vari programmi-contenitore, il primo dei quali fu Buon pomeriggio, tutti condotti da Patrizia Rossetti, volto-simbolo del canale in questo periodo. La scelta risultò vincente e si mantenne una caratteristica della rete, però non mancarono trasmissioni realizzate in proprio di vario genere, dall'intrattenimento alla cronaca oltre ai quiz e ai talk show, tra le quali Linea continua e C'eravamo tanto amati.
A seguito poi dell'approvazione della Legge Mammì del 1991, la rete è obbligata ad avere un direttore, Michele Franceschelli, che rimase in carica per tutta la prima metà degli anni novanta e che accentuò ulteriormente il carattere della rete con film, telenovelas - alcune delle quali di produzione interna - soap opera e programmi d'intrattenimento rivolti a un pubblico femminile, strategia che risultò vincente facendo divenire la rete leader nella fascia oraria pomeridiana.
Altro obbligo previsto dalla nuova legge fu, al fine di avere l'autorizzazione alle trasmissioni in diretta, la creazione di un proprio notiziario, che portò alla nascita del TG4 il 29 luglio 1991; direttrice del TG fu, nel mese di settembre, Edvige Bernasconi che fu anche la prima donna a dirigere un telegiornale in Italia; l'anno successivo venne sostituita da Emilio Fede, già giornalista e vicedirettore del TG1, fondatore e direttore sia del primo notiziario di una rete privata, il TgA trasmesso su Rete A, che del primo TG delle reti Fininvest, Studio Aperto, e che poi rimase direttore del TG4 per vent'anni.

### Gestione Mediaset (dal 1996)
Il 19 aprile 1996 la Fininvest cedette le proprie attività televisive alla Mediaset. Dopo una parentesi della direzione ad interim durata quasi un anno di Carlo Vetrugno che mantenne la linea editoriale del precedente direttore Franceschelli, nel maggio 1996, con l'insediamento del nuovo direttore Vittorio Giovanelli, i vertici del gruppo Mediaset ridisegnarono la mission della rete e decidono di posizionarla su un target più generalista senza tralasciare tuttavia in alcune fasce la consueta programmazione per il pubblico femminile che aveva caratterizzato per anni il canale; tuttavia la maggior parte delle trasmissioni della direzione Franceschelli vengono cancellate, e anche le telenovelas e le soap opera subirono un ridimensionamento. In questo periodo esordirono programmi di divulgazione scientifica (come La macchina del tempo) e alcuni quiz e talk show storici prima trasmessi su Canale 5 come Ok, il prezzo è giusto!, La ruota della fortuna e Forum. Il 20 settembre 1999 Rete 4 adotta un nuovo logo e una nuova brand identity, realizzati dall'agenzia di design britannica E&P Associates, con le musiche del compositore inglese di origini turche Tolga Kashif.

### Direzione Scheri (2001-2007)
Il successivo direttore Giancarlo Scheri decide di marcare maggiormente la connotazione maschile, giovane e culturale con la trasmissione di eventi sportivi e con programmi di approfondimento giornalistico oltre a serie televisive di genere poliziesco. Alcuni programmi storici vengono chiusi come Ok, il prezzo è giusto! e La ruota della fortuna.

### Direzione Feyles (2007-2014)
Il 12 giugno 2007 Giuseppe Feyles venne nominato nuovo direttore di Rete 4. In questi anni la rete ha subito molto sia la concorrenza delle reti generaliste tradizionali, sia quella dei nuovi canali satellitari; gli scarsi ascolti e i conseguenti scarsi introiti hanno fatto ridotto il numero di programmi autoprodotti e il palinsesto della rete era composto prevalentemente da soap opera straniere, televendite e repliche di film e telefilm.
Nel nuovo decennio esordiscono comunque nuove trasmissioni di approfondimento giornalistico, come Quinta colonna e Quarto grado, dando sostanzialmente ottimi ascolti, battendo anche Rai 1 e Canale 5.
In particolare Quarto grado, che ha debuttato il 7 marzo 2010, è andato in onda ogni venerdì in prima serata con la conduzione di Salvo Sottile fino al 7 giugno 2013, mentre dal 6 settembre 2013 la conduzione venne affidata a Gianluigi Nuzzi con Alessandra Viero.
Nella stagione 2011-2012 il palinsesto venne ampliato con varie tipologie di programmi. Il 28 marzo 2012, dopo quasi 20 anni, Emilio Fede lasciò la direzione del TG4 e venne sostituito da Giovanni Toti.
Nel luglio 2013 viene ufficializzata la scelta di trasformarla in un canale prevalentemente dedicato all'informazione e all'approfondimento giornalistico e dunque in diretta concorrenza con Rai 3 e LA7, anche se con un'impostazione maggiormente nazional-popolare, secondo la definizione data da Pier Silvio Berlusconi. I risultati non furono però dei migliori (è di questo periodo il flop di Radio Belva) e all'inizio del 2014 il direttore di Rete 4 Giuseppe Feyles confermò in varie interviste che la rete avrebbe prodotto nei mesi successivi nuovi talk show e programmi di approfondimento.

### Direzione Lombardi (2014-2025)
Il 3 novembre 2014 Sebastiano Lombardi diventa il nuovo direttore e la rete si arricchisce di programmi originali in prima, seconda serata e day-time, cui vanno ad aggiungersi il restyling di Alive - Storie di sopravvissuti, Terra!, Confessione Reporter, Top Secret, Ricette all'italiana e Lo sportello di Forum.
Il mix di informazione, divulgazione e intrattenimento pensato da Lombardi vide spiccare il documentario BBC Planet Earth II, il ritorno con il debutto in prima serata del Maurizio Costanzo Show la messa in onda del documento-verità di Alfred Hitchcock Memory of the Camps - Memoria dei campi, le serate musicali Una serata… Bella dedicate a Gianni Bella, Mogol, Giancarlo Bigazzi, Domenico Modugno, Franco Migliacci, Sergio Endrigo, Gino Paoli, Luigi Tenco e la docufiction-evento con Al Bano Madre Mia.
Con la nuova direzione di rete, a partire dalla primavera 2015 prendono il via anche La strada dei miracoli, La settima porta, Il terzo indizio, Dalla vostra parte, Il Labirinto - Storie di ordinaria ingiustizia, Piccole luci, Le ricette di Sonia, Inarrestabili, Hello Goodbye, I viaggi del cuore, Parola di Pollice Verde, Grand Tour d'Italia - Sulle orme dell'eccellenza, Dalla parte degli animali, Solo una mamma.
Nel luglio 2018 Mediaset annuncia, prima nella conferenza di presentazione dei palinsesti e poi attraverso brevi spot in onda sui propri canali, un profondo restyling della rete graduale a partire dal 3 settembre. Il logo di Rete 4 viene rinnovato nella sera del 12 settembre in diretta a Stasera Italia con Barbara Palombelli che lo cambia con un telecomando. Quel giorno stesso, avviene la presentazione ufficiale della nuova Rete 4, con Pier Silvio Berlusconi al Centro di produzione televisiva del Palatino a Roma. Le maggiori novità riguardano il palinsesto della prima serata dal lunedì al venerdì, con nuovi programmi soprattutto d'informazione (come i talk Quarta Repubblica che debutta il 17 settembre 2018 con Nicola Porro e W l'Italia - Oggi e domani che debutta il 13 settembre con Gerardo Greco), e l'immagine di rete con un nuovo logo e una nuova grafica; inoltre, il TG4 viene rinnovato radicalmente, a partire dalla direzione, affidata a Gerardo Greco. Il 24 settembre 2018, debutta Mario Giordano con il suo nuovo programma, Fuori dal coro, che andava in onda inizialmente nella fascia preserale dal lunedì al venerdì, poi dal 4 luglio 2019 il programma viene collocato in prima serata. Il 31 ottobre 2018 ha debuttato per la prima volta in prima serata su questa rete Piero Chiambretti, con il nuovo programma d'intrattenimento #CR4 - La Repubblica delle Donne, il quale è andato in onda al mercoledì sera. Il programma è stato trasmesso fino al 4 marzo 2020. Il 20 dicembre 2018 ha debuttato Freedom - Oltre il confine, nuovo programma di divulgazione storica e scientifica condotto da Roberto Giacobbo, in onda su Rete 4 fino al 9 luglio 2019. Infine, la serata del martedì offre puntate inedite delle soap Il segreto e Una vita.
Il 7 marzo 2019 ha debuttato il talk Dritto e rovescio che va in onda ogni giovedì sera con la conduzione di Paolo Del Debbio, in sostituzione di W l'Italia - Oggi e domani che non è stato riconfermato a causa dei bassi ascolti. Nel dicembre 2019 è stato trasmesso 100 di questo giorno, programma di videoframmenti relativo alle storiche produzioni Fininvest e Mediaset.
Dal 7 aprile 2021 va in prima serata il nuovo programma Zona bianca, condotto da Giuseppe Brindisi. Dal 26 luglio dello stesso anno va in onda in access prime time il nuovo programma Controcorrente e ad esso, dal 19 settembre, è seguito in prima serata lo spin-off Controcorrente - Prima serata, entrambi condotti da Veronica Gentili.
Dal 28 febbraio 2022 va in onda in day-time il nuovo programma Diario del giorno, condotto da diversi giornalisti.
Dal 22 aprile al 13 maggio 2023, in prima serata, è andato in onda il nuovo programma Sette giorni, condotto da Elena Tambini.
Dal 5 settembre 2023 va in onda in prima serata il nuovo programma È sempre Cartabianca e dall'8 gennaio 2024 in access prime time il nuovo programma Prima di domani, entrambi condotti da Bianca Berlinguer.
Dall'11 marzo 2024 vi sono novità nella fascia mattutina, nella quale vanno in onda le soap Brave and Beautiful, a seguire Bitter Sweet - Ingredienti d'amore (entrambe trasmesse da Canale 5), a seguire la soap Tempesta d'amore (in arrivo dalla fascia preserale) e a seguire il nuovo programma Mattino 4, condotto da Federica Panicucci e Roberto Poletti. Infine nella fascia preserale vanno in onda le repliche di Terra amara, soap di successo di Canale 5. Dopo il termine di alcune soap mattutine, esse vengono sostituite da Mr. Wrong - Lezioni d'amore, Un altro domani (entrambe trasmesse da Canale 5), Everywhere I go - Coincidenze d'amore (distribuita interamente su Mediaset Infinity), Love Is in the Air, La ragazza e l'ufficiale e Grand Hotel - Intrighi e passioni (trasmesse da Canale 5).
Dal 25 giugno 2024 va in onda in access prime time il nuovo programma 4 di sera, condotto da Roberto Poletti e Francesca Barra fino al 30 agosto 2024 e da Paolo Del Debbio dal 2 settembre dello stesso anno. Dal 7 settembre del medesimo anno va in onda anche 4 di sera Weekend, versione weekend di 4 di sera condotta da Roberto Poletti e Francesca Barra.
Dal 7 settembre 2024, dopo quattro edizioni su Italia 1, la rete è tornata a trasmettere il programma divulgativo Freedom - Oltre il confine condotto da Roberto Giacobbo.
Dal 30 settembre 2024 nella fascia preserale va in onda La promessa, soap andata in onda precedentemente su Canale 5, mentre le repliche di Terra amara sono state spostate nella fascia mattutina.

## Diffusione
Attualmente il canale è diffuso solo in alta definizione nel mux Mediaset 3 alla posizione LCN 4 e duplicato sulle posizioni 104 e 504, sul satellite su Tivùsat alla LCN 4, su Sky alla LCN 104 (Hotbird) e in streaming su Mediaset Infinity, TIMvision e Sky Go.
A partire dal 3 febbraio 2004 il canale è visibile gratuitamente anche sul digitale terrestre. Era inoltre disponibile in alta definizione in alcune delle regioni in cui è avvenuta la transizione alla televisione digitale terrestre e raggiunte dal mux Mediaset 6 fino al 26 novembre 2010. Dal 1º marzo 2007, in Sardegna, dove è presente il multiplex Mediaset 6, Rete 4 ha iniziato a trasmettere in alta definizione, col nome Rete 4 HD. Il 13 maggio 2009 con il film A.I. - Intelligenza artificiale, per la prima volta, fu trasmesso su Rete 4 un evento interamente in 16:9: questo formato viene utilizzato negli spazi pubblicitari, i promo e i bumper di rete dal 1º novembre successivo e in tutta la programmazione dal 18 maggio 2012. Il 21 giugno 2011 sono passati al nuovo formato anche il TG4 e le sue rubriche.
L'8 settembre 2015 il canale, insieme a Canale 5 e a Italia 1, è stato rimosso da Sky, per poi farvi ritorno il 2 gennaio 2019 in modalità FTV assieme a tutti gli altri canali del gruppo.
Dal 30 gennaio 2023 il canale è visibile anche tramite l'applicazione Sky Go su smartphone, tablet e PC.

### Versioni

#### Rete 4 HD
Rete 4 trasmette in HD dal 5 dicembre 2012, inizialmente sul mux La3. Successivamente, il 23 giugno 2015, viene spostato nel mux Mediaset 2, dove rimane fino al 5 maggio 2017, quando viene chiuso per lasciar spazio a Retecapri. Dal 15 febbraio 2018, il canale riprende le trasmissioni in alta definizione in esclusiva satellitare su Tivùsat, facendo ritorno anche sul digitale terrestre a partire dal 1º agosto 2018, sostituendo sulla medesima frequenza Mediaset Extra HD.

#### Rete 4 SD
È stata la versione in definizione standard di Rete 4. Negli anni è stata progressivamente sostituita dalla versione in alta definizione, dapprima il 1º luglio 2021 sul satellite, poi in streaming su Mediaset Infinity e infine, il 21 dicembre 2022, anche sul DTT.

#### Rete 4 +1
Era il canale che ritrasmetteva in differita di un'ora la consueta programmazione, chiuso il 1º marzo 2012.

### Servizi interattivi
Rete 4 Plus è stato il servizio interattivo di Rete 4 presente sul digitale terrestre. Consentiva l'accesso ad applicazioni interattive di news, previsioni meteorologiche, guida programmi e giochi in standard MHP.

#### Servizi
- MediaVideo: versione interattiva del Mediavideo analogico con le ultimissime, le notizie di cronaca, le news dal mondo, l'economia, lo sport, una sezione dedicata al gossip e una all'oroscopo.
- Meteo: applicazione con una dettagliata cartina meteorologica dell'Italia per i prossimi 3 giorni e previsioni dettagliate per le successive 24 ore.
- Stasera in TV: indicava la programmazione in prima serata di Canale 5, Italia 1 e Rete 4.
- Citymat: permetteva di dialogare con la pubblica amministrazione tramite il digitale terrestre.
- Varie pubblicità interattive

#### Applicazioni
Le applicazioni erano disponibili solamente collegando il decoder per il digitale terrestre o la televisione a internet ed essere un apparecchio con Bollino Gold di DGTVi.
- Portale Giochi: applicazione con 4 giochi quali 6 Signs, Color Block, Finder e Trappola Invisibile.
- TGcom: versione interattiva di TGcom con le notizie in continuo aggiornamento.
- Sport Mediaset: catalogo delle ultime notizie sportive curato dall'omonima redazione sportiva.

## Palinsesto attuale

### Programmi televisivi

#### Informazione
- TG4 (dal 1991)
- Ciak News (dal 1992)
- Super partes (dal 1999, in onda anche su Canale 5 e Italia 1)
- Quarto grado (dal 2010)
- Tgcom24 (dal 2011)
- Meteo.it (dal 2013)
- Confessione reporter (dal 2014, prima su Italia 1)
- Quarta Repubblica (dal 2018)
- Fuori dal coro (dal 2018)
- Dritto e rovescio (dal 2019)
- Zona bianca (dal 2021)
- Diario del giorno (dal 2022)
- È sempre Cartabianca (dal 2023)
- 4 di sera (dal 2024)
- 4 di sera Weekend (dal 2024)
- 4 di sera News (dal 2025)

#### Intrattenimento
- Ieri e oggi in TV (dal 2000)
- Lo Sportello di Forum (dal 2012)
- Music Line (dal 2012)
- Drive Up (dal 2025)

#### Divulgazione
- Dalla parte degli animali (dal 2017)
- Freedom - Oltre il confine (2018-2019, dal 2024, andato in onda anche su Italia 1)
- Slow tour padano (dal 2020)
- Dynasties - L'avventura della vita (dal 2022)
- Planet Earth III (dal 2022)

### Soap opera e telenovelas
- Tempesta d'amore (dal 2007, prima su Canale 5)
- La promessa (dal 2024, prima su Canale 5)
- DayDreamer - Le ali del sogno (dal 2025, repliche da Canale 5)
- Endless Love (dal 2025, repliche da Canale 5)

### Serie TV
- Colombo (dal 1989)
- Poirot (dal 1990)
- Un detective in corsia (dal 2003)
- Hamburg Distretto 21 (dal 2010)
- La signora in giallo (dal 2011)
- Harry Wild - La signora del delitto (dal 2022)
- Delitti ai Tropici (dal 2023)

## Annunciatrici
La prima annunciatrice del canale è stata Patricia Pilchard, attiva dal 1982 al 1983, quando il canale era ancora di proprietà del gruppo Mondadori e non ancora appartenente a Fininvest; in seguito, dal 1983, venne sostituita da Cinzia Lenzi, rimasta attiva fino all'autunno del 1991. La Lenzi fu poi sostituita da Emanuela Folliero (già annunciatrice supplente per le reti del Biscione dal 1990), rimasta in carica per ben 28 anni (è stata l'annunciatrice più longeva di Mediaset), fino all'8 luglio 2018, data in cui la rete decise di eliminare definitivamente la figura delle signorine buonasera. 
Altre annunciatrici "supplenti" della rete furono Manuela Blanchard (nel 1984), Alessandra Buzzi (dal 1984 al 1990), Karin Nimatallah (dal 1990 al 1995), Roberta Capua (scelta inizialmente come seconda annunciatrice nel 1993, si limitò a condurre un breve TG cinematografico, denominato TG Cinema e trasmesso dal 1993 al 1995), Benedetta Massola nel 2003 e Raffaella De Riso (quest'ultima impiegata solo alla conduzione de "I Bellissimi di Rete 4" in sostituzione di Emanuela Folliero assente per maternità nel 2008).
Il primo brano utilizzato come sottofondo degli annunci, introdotto nel 1983 e utilizzato fino al 1985, era Wonderful Land di Mike Oldfield.

## Speaker
Diversi doppiatori e speakers hanno occupato il ruolo di voce ufficiale di Rete 4, come Gianni Quillico nel 1982 ed Enrico Maggi dal 1983 al 1984. Dal 1984 al 1989 lo speaker ufficiale di Rete 4 è stato Sergio Grasso; talvolta egli veniva sostituito o coadiuvato da altre voci, come quella del doppiatore Giuseppe Rinaldi nel 1984 o come quella dello speaker Daniele Milani nel 1987. Dal 1989 al 2007 lo speaker ufficiale di rete è stato Alex Poli, al quale si alternavano altri speaker nei periodi estivi, come Massimiliano Rossi nel 1997 e Vittorio Bestoso nel 1998. Dal 2007 al 2008 lo speaker ufficiale è stato Paolo Monesi; dal 2008 il doppiatore Andrea Piovan è lo speaker ufficiale di rete.

## Controversie
Per molto tempo è stato vivo un ampio dibattito giuridico, iniziato a partire dai primi anni ottanta, sulla legittimità della trasmissione analogica del canale. Questo dibattito sorse nel 1994, quando la Corte costituzionale ribadì che i privati, secondo la costituzione, non potessero possedere più di due reti televisive attive sull'analogico terrestre: pertanto, per poter continuare a trasmettere, Rete 4 doveva essere venduta o trasmessa al di fuori dell'analogico terrestre, ovvero su satellite. I vari governi, negli anni seguenti, ignorarono questo ordinamento, fino a quando la Corte Costituzionale lo reclamò nuovamente nel 2002. Secondo quanto imposto, e a seguito dell'applicazione del Piano nazionale di assegnazione delle frequenze, questa manovra avrebbe dovuto essere completata entro il 31 dicembre 2003.
Tale dibattito è stato ulteriormente accentuato con l'inizio del Governo Berlusconi II dalle richieste nei confronti dello Stato dell'editore Francesco Di Stefano e la sua Europa 7 che nel 1999 ottenne, al contrario di Retequattro e di TELE+ Nero (già esistenti in tale data), la concessione di trasmissione. Il 31 maggio 2008 il Consiglio di Stato dichiara inammissibile il ricorso presentato da Europa 7 contro il Ministero delle comunicazioni e RTI in cui si chiedeva la sospensione dell'autorizzazione a trasmettere per Rete 4, in quanto tardivo; questo però non risolve la questione di legittimità a trasmettere. Il Consiglio di Stato chiede quindi al Ministero dello sviluppo economico (erede del Ministero delle comunicazioni) di pronunciarsi nuovamente sulla richiesta di frequenze di Europa 7, sulla base della sentenza a essa favorevole, e ha rinviato a dicembre una sua decisione su un possibile risarcimento dei danni.
In precedenza però, il 31 gennaio 2008 la Corte di Giustizia Europea stabilisce che i regimi transitori susseguitisi con la legge Maccanico, il decreto legge del 22 dicembre 2003 e la legge Gasparri non rispettano le direttive europee. Secondo tale sentenza il regime di assegnazione delle frequenze non rispetta il principio della libera prestazione dei servizi e non segue criteri di selezione obiettivi, trasparenti, non discriminatori e proporzionati.
Il testo della corte spiega che L'applicazione in successione dei regimi transitori strutturati dalla normativa a favore delle reti esistenti ha avuto l'effetto di impedire l'accesso al mercato degli operatori privi di radiofrequenze. Questo effetto restrittivo è stato consolidato dall'autorizzazione generale, a favore delle sole reti esistenti, ad operare sul mercato dei servizi radiotrasmessi. Tali regimi hanno avuto l'effetto di cristallizzare le strutture del mercato nazionale e di proteggere la posizione degli operatori nazionali già attivi su questo mercato. Inoltre sottolinea in Italia il piano nazionale di assegnazione per le frequenze non è mai stato attuato per ragioni essenzialmente normative, che hanno consentito agli occupanti di fatto delle frequenze di continuare le loro trasmissioni nonostante i diritti dei nuovi titolari di concessioni. Le leggi succedutesi, che hanno perpetuato un regime transitorio, hanno avuto l'effetto di non liberare le frequenze destinate ad essere assegnate ai titolari di concessioni in tecnica analogica e di impedire ad altri operatori di partecipare alla sperimentazione della televisione digitale.
Tale ritardo nell'applicazione della direttiva europea poteva comportare una pena pecuniaria a partire dal 1º gennaio 2009 (circa 350 000 euro al giorno). La sanzione sarebbe stata calcolata con effetto retroattivo fino al 1º gennaio 2006, ma la procedura di infrazione è stata congelata successivamente a seguito della decisione del Governo di mettere a gara 5 reti nazionali.
A giugno 2012, la Corte europea dei diritti umani condannava l'Italia per aver violato il diritto alla libertà d'espressione per i 10 anni in cui non aveva concesso le frequenze all'emittente Europa 7. Dei danni materiali e morali al proprietario Francescantonio Di Stefano la Corte riconosceva 10 milioni di euro e 100 000 euro per le spese legali sostenute a Strasburgo.

## Orari delle trasmissioni
Durante i primi anni di trasmissione, l'orario di inizio fu alle 8:30, mentre quello di fine trasmissioni venne oscillato ad orari variabili tra l'1:00 e l'1:30. Dai primi mesi del 1986 l'orario di fine trasmissioni venne posticipato alle 2:30, mentre dal 1991 Rete 4 inizia a trasmettere ininterrottamente.

## Ascolti
Di seguito, i dati d'ascolti medi mensili nel totale giornata ottenuti dall'emittente. La tabella fa riferimento allo share 24 ore, ovvero nel giorno medio mensile su target individui 4+.
| Anno | Gen   | Feb   | Mar   | Apr   | Mag   | Giu   | Lug   | Ago   | Sett  | Ott   | Nov   | Dic   | Media anno |
| ---- | ----- | ----- | ----- | ----- | ----- | ----- | ----- | ----- | ----- | ----- | ----- | ----- | ---------- |
| 2009 | 8,33% | 7,63% | -     | 7,96% | 8,26% | 7,76% | 7,92% | 7,42% | 7,47% | 7,62% | 7,49% | 7,69% | 7,77%      |
| 2010 | 7,76% | 7,42% | 7,48% | 7,58% | 7,40% | 7,00% | 7,08% | 7,43% | 6,79% | 7,28% | 7,35% | 7,00% | 7,30%      |
| 2011 | 6,95% | 6,74% | 6,88% | 6,66% | 6,83% | 7,16% | 6,34% | 6,67% | 6,58% | 6,55% | 6,48% | 6,32% | 6.68%      |
| 2012 | 6,18% | 6,12% | 6,39% | 6,69% | 6,70% | 5,92% | 5,51% | 5,42% | 5,72% | 5,62% | 5,50% | 5,22% | 5,94%      |
| 2013 | 5,29% | 4,98% | 5,30% | 5,41% | 5,34% | 5,00% | 4,77% | 4,67% | 4,80% | 4,72% | 4,93% | 4,81% | 5,02%      |
| 2014 | 4,78% | 4,78% | 5,14% | 5,20% | 4,94% | 4,92% | 4,60% | 4,54% | 4,66% | 4,91% | 5,03% | 4,59% | 4,85%      |
| 2015 | 4,71% | 4,69% | 4,92% | 5,05% | 5,07% | 4,80% | 4,41% | 4,04% | 4,14% | 4,34% | 4,58% | 4,19% | 4,59%      |
| 2016 | 4,20% | 4,22% | 4,26% | 4,20% | 4,37% | 4,31% | 4,16% | 3,70% | 4,03% | 4,07% | 4,04% | 3,85% | 4,12%      |
| 2017 | 4,05% | 3,84% | 4,04% | 3,95% | 4,01% | 4,25% | 4,27% | 3,70% | 3,94% | 3,89% | 3,92% | 3,70% | 3,94%      |
| 2018 | 3,88% | 3,83% | 3,92% | 3,75% | 3,85% | 3,85% | 3,88% | 3,66% | 3,83% | 3,80% | 3,83% | 3,69% | 3,82%      |
| 2019 | 3,91% | 3,72% | 3,86% | 3,79% | 3,94% | 4,04% | 3,90% | 3,59% | 3,98% | 4,11% | 4,18% | 4,07% | 3,93%      |
| 2020 | 3,89% | 3,65% | 3,82% | 3,87% | 3,90% | 3,99% | 3,72% | 3,57% | 3,77% | 3,72% | 3,74% | 3,60% | 3,77%      |
| 2021 | 3,77% | 3,75% | 3,63% | 3,86% | 3,89% | 4,12% | 3,79% | 3,63% | 3,86% | 3,74% | 3,64% | 3,63% | 3,77%      |
| 2022 | 3,71% | 3,60% | 4,67% | 4,45% | 4,80% | 4,39% | 4,28% | 4,26% | 4,31% | 4,15% | 4,20% | 3,77% | 4,04%      |
| 2023 | 3,82% | 3,58% | 3,79% | 3,80% | 3,94% | 4,41% | 3,93% | 3,86% | 4,33% | 4,15% | 4,15% | 3,86% | 3,96%      |
| 2024 | 3,78% | 3,36% | 3,98% | 4,37% | 4,40% | 4,54% | 4,00% | 3,72% | 4,41% | 4,66% | 4,76% | 4,71% | 4,22%      |
| 2025 | 4,65% | 4,53% | 4,85% | 4,77% | 4,88% | 5,26% |       |       |       |       |       |       |            |

## Direttori
| Nome                  | Periodo   |
| --------------------- | --------- |
| Angelo Romanò         | 1982      |
| Giorgio Di Giulio     | 1982-1984 |
| Carlo Freccero        | 1984      |
| Roberto Giovalli      | 1984-1989 |
| Giorgio Gori          | 1989-1991 |
| Michele Franceschelli | 1991-1995 |
| Carlo Vetrugno        | 1995-1996 |
| Vittorio Giovanelli   | 1996-2000 |
| Giancarlo Scheri      | 2001-2007 |
| Giuseppe Feyles       | 2007-2014 |
| Sebastiano Lombardi   | 2014-2025 |
| Giorgio Grignaffini   | dal 2025  |

## Loghi

Dal 4 gennaio 1982 al 21 aprile 1991
Dal 22 aprile 1991 al 19 settembre 1999
Dal 19 settembre 1999 al 12 settembre 2018
In uso dal 12 settembre 2018